# Polyzonus pakxensis
Polyzonus pakxensis es una especie de escarabajo longicornio del género Polyzonus, subfamilia Cerambycinae, tribu Callichromatini. Fue descrita científicamente por Gressitt y Rondon en 1970.
El período de vuelo ocurre en los meses de mayo y junio.

## Descripción
Mide 20-23,2 milímetros de longitud.

## Distribución
Se distribuye por China, Laos y Tailandia.